# Arte de Brunéi
El arte bruneano es el arte del país de Brunéi. El arte de este país incluye pinturas, joyas y prendas de vestir.

## Historia
El arte en Brunéi no fue un foco de atención hasta principios de los años 50. El gobierno de Brunéi adoptó entonces una postura de apoyo a la cultura. Crearon un edificio para que los artistas vendieran sus obras. En 1984, el mercado del arte había crecido lo suficiente como para tener que trasladarse a un espacio mayor.

## Artistas
Dato Paduka Shofry bin Abdul Ghafor es un artista local. Sus obras se exponen en la Rainforest Gallery, inaugurada en marzo de 2014. Dato es gerente y propietario de la galería. Una de sus dos obras se llama Home of Bruneian Art. Detrás del arte, describe la pintura del hogar de cada uno. El cuadro está lleno de morados, burdeos, marrón oscuro y negro.
Otra de las piezas de Dato es Mar Gris. Tiene la "luz y el movimiento del mar". Dato la describió así: "Como obra de arte que se produce en el Brunéi contemporáneo, quizá pueda ponderar que la ausencia de un objeto sólido es un reflejo del estado de la psique brunesa. La piedra angular de nuestra forma de pensar reside en la humilde entrega a lo espiritual e incognoscible".

## Medios

### Utensilios
La plata es un elemento popular para joyas y utensilios. De allí se importan láminas de plata. Los plateros fabrican adornos, floreros y gongs (disco de metal con el borde torneado que da una nota resonante al clavarlo). Otro utensilio popular es el pasigupan, un tipo de mini olla que tiene un estampado de mandala y contiene tabaco.
La orfebrería es un medio de preservar las tradiciones familiares y una industria artesanal rentable.

### Tejido
Las técnicas de tejido se han transmitido de generación en generación. Brunéi produce telas para confeccionar batas y pareos. "El tejido y la decoración de telas, así como su uso, exhibición e intercambio, han sido una parte importante de la cultura brunesa durante años (Orr 96)". El tejido adquirió importancia en el siglo XV. Antonio Pigafetta visitó Brunéi durante sus viajes y observó cómo se confeccionaban las prendas. Un ejemplo era un Jongsarat, una prenda hecha a mano que se utiliza en bodas y ocasiones especiales. Suele incluir un toque de plata y oro. También puede utilizarse para revestir paredes.
Los dos tipos de ropa de Brunéi se llaman Batik e Ikat. El Batik es tela de algodón teñida y decorada mediante una técnica conocida como teñido resistente a la cera. Los trabajadores parten de algodón liso y dibujan dibujos con cera derretida. La tela se sumerge en un tinte que tiñe el tejido desprotegido. Se sigue encerando y tiñendo hasta completar el dibujo. En el pasado, sólo algunas personas podían llevar ciertos estampados, mientras que otras tenían que llevar Itak. La ropa batik se limitaba a la realeza de Brunéi y Malasia.
El ikat se elabora mediante un proceso similar al del batik. En lugar de teñir el dibujo sobre la tela acabada, se crea durante el tejido. El tejedor coloca los hilos en el telar y mide su longitud. Después, el hilo se envuelve en corteza y se ata firmemente para que, al teñirlo, el color no llegue a todo el hilo. El proceso se repite con diferentes tintes. A continuación, el hilo se ensarta en el telar. Los motivos de los ikats solían ser específicos de grupos culturales y se transmitían de generación en generación.